# Jon Åge Tyldum
Jon Åge Tyldum, född 26 oktober 1968, från Snåsa kommun i Nord-Trøndelag fylke är en norsk tidigare skidskytt. Han avslutade sin karriär 1998.
Tyldum deltog vid Olympiska vinterspelen 1992 och 1994. Individuellt blev hans bästa placering en tjugofemte plats i sprinten vid OS 1994. Han var vidare med i stafettlaget som slutade på sjua vid samma mästerskap. 
Vid VM sammanhang blev det fyra medaljer varav av två individuella silver. 
Han hade större framgångar i världscupen som han vann vid två tillfällen både 1991/1992 samt 1994/1995. 